# British Academy Television Awards
British Academy Television Awards er en pris der uddeles hvert år af British Academy of Film and Television Arts (BAFTA). Priserne har været uddelt årligt siden 1955 i forskellige kategorier. 
BAFTA uddeler også  British Academy Film Awards

## Danske prismodtagere
Søren Sveistrup, Piv Bernth, Birger Larsen og Sofie Gråbøl vandt I 2011 BAFTA-prisen (BAFTA TV Award for Best International Programme) for The Killling (Forbrydelsen)
Jeppe Gjervig Gram, Camilla Hammerich, Tobias Lindholm og Adam Price  vandt I 2012 BAFTA-prisen (BAFTA TV Award for Best International Programme) for Borgen